# Arado Ar 234
 (juillet 2021).
Si vous disposez d'ouvrages ou d'articles de référence ou si vous connaissez des sites web de qualité traitant du thème abordé ici, merci de compléter l'article en donnant les références utiles à sa vérifiabilité et en les liant à la section « Notes et références ».
L'Arado Ar 234 Blitz est le premier bombardier à réaction à entrer en service dans une force aérienne. Conçu dans les dernières années de la Seconde Guerre mondiale par le constructeur  allemand Arado, il ne fut produit et utilisé qu'en petit nombre, presque exclusivement dans des missions de reconnaissance.

## Naissance et développement
Pendant l'année 1941, le Reichsluftfahrtministerium (RLM) demanda la conception d'un avion de reconnaissance à réaction avec une autonomie de 2 150 km. La société Arado fut la seule à répondre à la demande, avec son projet E.370. L'avion était un monoplan conventionnel à aile haute, propulsé par deux turboréacteurs Junkers Jumo 004 placés sous la voilure. La vitesse estimée était de 780 km/h et le rayon d'action de deux mille kilomètres. Pour arriver à un tel rayon d'action, au vu de la consommation des premiers réacteurs, on décida de réduire la masse en supprimant le train d'atterrissage, l'avion décollant sur un chariot à roues et atterrissant sur des patins, une fois sa mission accomplie. Les responsables de la Luftwaffe, bien que non satisfaits du rayon d'action, validèrent quand même le projet et demandèrent à Arado de fournir deux prototypes. Les cellules furent prêtes bien avant la fin de l'année, mais les moteurs faisaient défaut. Ce ne fut qu'en février 1943 que Junkers livra les premiers Jumo 004, et encore ceux-ci étaient si peu fiables que seule était autorisée l'utilisation au sol ; il fallut encore attendre le printemps pour que des moteurs aptes au vol soient fournis. Le premier Ar 234A0 vola donc pour la première fois le 15 juin 1943, mais dès septembre, trois autres l'avaient rejoint. Au total, huit exemplaires seront produits dont deux, les sixième (Ar 234V6) et huitième (Ar 234V8), motorisés par quatre BMW 003.
En juillet, devant les performances prometteuses de l'avion, le RLM demanda à Arado d'en dériver un Schnellbomber (bombardier rapide), l'Ar 234B. Comme le fuselage était rempli en particulier par les réservoirs de carburant, les bombes durent être emportées sur des pylônes externes, la vitesse étant alors réduite, n'étant plus que de 660 km/h, et on dut songer à doter l'avion d'un système de défense contre les chasseurs. On plaça alors à l'arrière deux canons Mauser MG 151 de 20 mm que le pilote pointait au moyen d'un rétroviseur périscopique. Par la suite, le système fut cependant jugé inemployable par la plupart des pilotes, qui le firent démonter. L'usage des patins était aussi rendu impossible par les charges externes, et on dut équiper l'avion d'un train d'atterrissage tricycle. L'Ar 234V9, le premier des Ar 234B, vola le 10 mars 1944. Vingt Ar 234B-0 de présérie seraient livrés avant juin, mais la production était très lente, d'autant que les usines Arado avaient été gravement touchées lors des offensives de bombardement alliées, comme celle de la Big Week, se déroulant du 20 au 25 février 1944 et visant plus particulièrement l'aviation et la construction aéronautique allemandes.
Les efforts de développement d'Arado portèrent ensuite sur un dérivé de l'Ar 234V8, lui aussi pourvu d'un train fixe. L'emploi du BMW 003 était plus prometteur, car bien que moins puissant, il était plus léger et avait aussi le grand avantage de ne pas être utilisé par le Messerschmitt Me 262. L'emploi de quatre de ces moteurs devait donner naissance à la version la plus rapide de l'avion, l'Arado Ar 234C. Le prototype Ar 234V19 vola en octobre 1944. D'autres projets furent aussi lancés, prévoyant l'utilisation d'ailes en croissant, qui influenceraient les Britanniques pour leurs bombardiers Victor, ou d'ailes en flèche. Un autre projet, nommé Deichselschlepp, aurait permis le remorquage d'un réservoir de carburant, d'une bombe planante de 1 400 kg, ou d'un missile V1. Au début de mars 1945, néanmoins, les travaux de développement et la production durent cesser, et l'usine Arado de Flossenbürg, en Bavière, fut méthodiquement détruite, car menacée par l'avance de l'Armée rouge.

## Emploi opérationnel
La première utilisation de l'avion au combat eut lieu quand les deux prototypes V5 et V7 furent envoyés en France sur la base allemande de Juvincourt, dans le département de l'Aisne, le 25 juillet 1944, pour photographier la tête de pont alliée en Normandie, ce que les avions de reconnaissance ordinaires ne pouvaient plus faire. Seul le V5 put être employé, l'autre avion devant retourner en Allemagne à la suite de problèmes de moteur. Piloté par le Leutnant Erich Sommer, il effectua un premier survol des plages le 2 août 1944, volant à 9 000 mètres à 740 km/h ; il ne fut même pas détecté par la chasse alliée. Pour cette mission, deux caméras Rb50/30 étaient montées à l'arrière du fuselage, inclinées à 12° de part et d'autre de l'avion, ce qui permettait de photographier une bande de dix kilomètres de large autour de la trajectoire de l'avion. Ce même jour, l'avion fut rejoint par l'autre prototype, et à eux deux ils effectuèrent treize autres missions de ce type au cours des trois semaines suivantes. Les données qu'ils ramenèrent, même si elles étaient de grande qualité, avaient peu d'utilité pour les commandants de la Wehrmacht, qui savaient déjà ce qu'elles montraient : les forces allemandes étaient en nette infériorité numérique. En septembre, les deux avions furent retirés des opérations et remplacés par les premiers Ar 234B. Ces derniers opérèrent à partir d'octobre, toujours dans un rôle de reconnaissance, survolant même l'Angleterre, pour déterminer si un nouveau débarquement était en préparation sur les côtes des Pays-Bas. Ce ne fut que le 21 qu'une formation d'escorte de P-51B aperçut pour la première fois l'avion. Les Arados, se voyant découverts, et avec l'avantage de l'altitude, s'esquivèrent en profitant de leur plus grande vitesse.

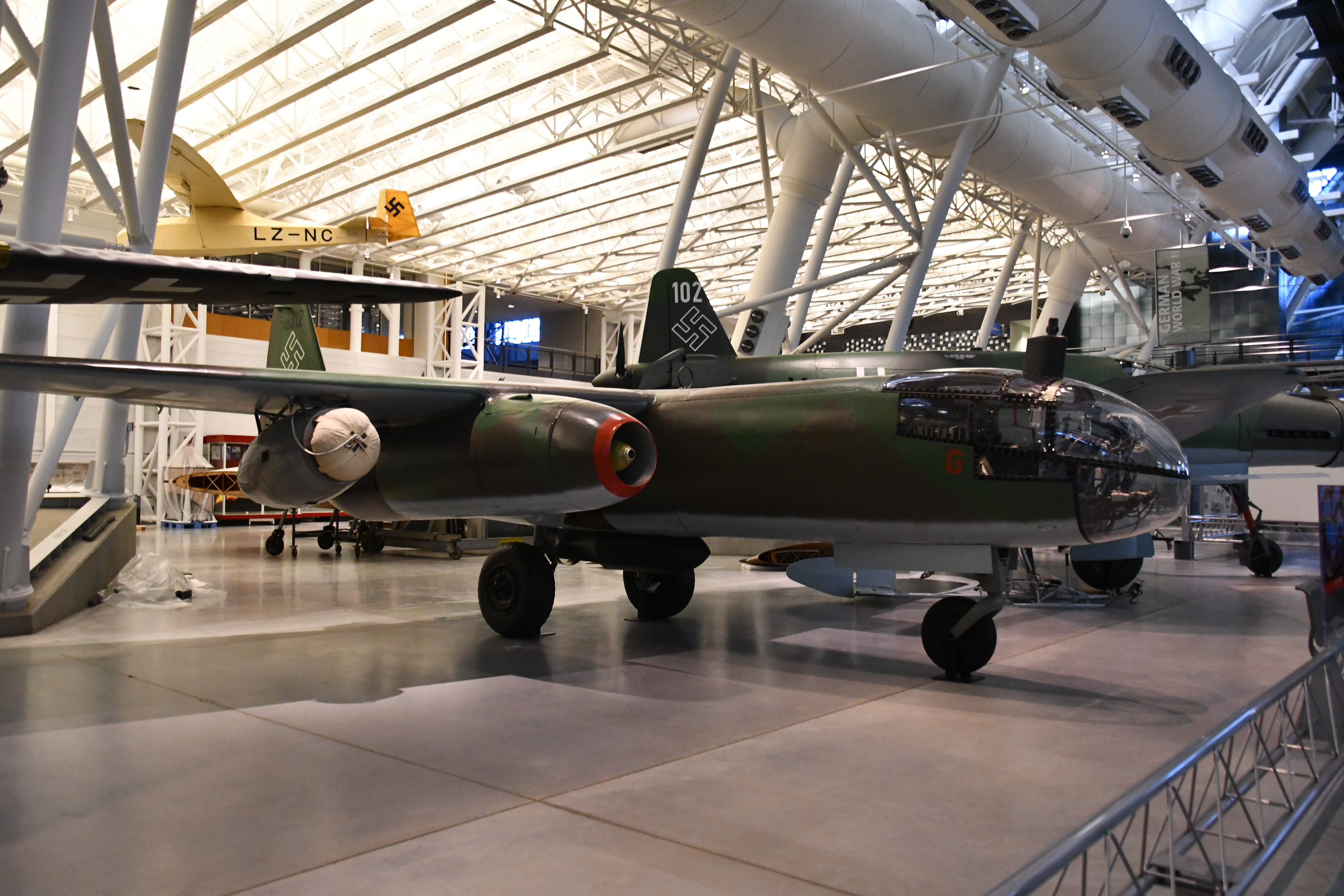
Arado Ar 234 B exposé au Steven F. Udvar-Hazy Center (Chantilly (Virginie)).

Les premières missions de bombardement furent menées le soir de Noël 1944, en soutien de l'offensive des Ardennes. Neuf Ar 234B, armés d'une seule bombe de 500 kg sous le fuselage, s'en prirent à la ville de Liège. Ce bombardement détruisit et endommagea de nombreuses habitations ainsi que le dépôt des Archives d’État, ce qui entraîna un incendie des collections médiévales et moderne de la ville. Plusieurs missions furent alors accomplies avant que le temps ne se dégrade début janvier. Le nombre d'avions et la charge offensive emportée firent cependant que ces bombardements relevaient plutôt de simples missions de harcèlement. À cette époque, la Luftwaffe ne pouvait aligner que dix-sept Ar 234B, douze configurés en bombardiers et cinq pour la reconnaissance. Lorsqu'ils opéraient comme bombardiers, les pilotes disposaient de trois méthodes d'attaque : le survol à basse altitude, pendant lequel ils larguaient les bombes au jugé, le bombardement en piqué léger commencé à 5 000 m, où ils utilisaient le périscope pour viser, et le survol à haute altitude. Ce dernier, bien que sécurisant, était particulièrement difficile pour les pilotes car ceux-ci, seuls à bord, cumulaient les fonctions de pilote et de bombardier ; ils y étaient néanmoins grandement aidés par un pilote automatique Patin, très sophistiqué. La passe de bombardement était amorcée à 30 km de l'objectif, le pilote engageait alors le pilote automatique, puis repoussait la colonne de commandes de vol, pour accéder au viseur de bombardement Lotfe 7K situé dans le nez vitré de l'avion. Ce viseur asservissait le pilote automatique, ce qui permettait d'ajuster la trajectoire vers l'objectif en maintenant ce dernier sur le réticule de visée, les bombes étant larguées automatiquement grâce à un calculateur mécanique.
Malgré la faible vulnérabilité en vol de l'appareil, la forte présence aérienne alliée rendait cependant les opérations très risquées. Au début janvier, alors qu'ils atterrissaient sur l'aérodrome où ils venaient d'être transférés, dix-huit Ar 234 furent coiffés par des Spitfire, qui en détruisirent trois et en endommagèrent deux autres, tuant deux pilotes allemands. Néanmoins, quand le temps s'amélioraient, les Ar 234 menaient autant de missions que possible au-dessus des Pays-Bas et dans le cadre de la défense d'Aix-la-Chapelle. L'un d'entre eux fut capturé au sol, le 24 février, après qu'il eut été contraint par un P-47 à atterrir en catastrophe avec ses moteurs en panne. En effet, si ses pilotes le trouvaient agréable à piloter, la faible fiabilité des moteurs de l'Arado demeurait un problème constant. L'extinction des moteurs à la suite d'une manœuvre trop brusque était très courante, le pilote devait alors attendre d'être en dessous de 4 000 m d'altitude et de 500 km/h de vitesse pour rétablir l'alimentation en carburant sans risque d'incendie. Le problème empirait quand, à cause des pénuries de carburant convenable, on utilisait l'avion avec des carburants inadaptés. Autre problème majeur pour les pilotes, l'avion, bien que certains prototypes en eussent disposé, était dépourvu de siège éjectable, ce qui rendait périlleuse l'évacuation de l'appareil en cas de problème. Le pilote devait alors se glisser par une écoutille vitrée située sur le dessus de son habitacle, solution qui, si elle était satisfaisante dans le cas des bombardiers précédents, se révélait quasiment impraticable sur un avion à réaction. La longueur de piste nécessaire au décollage provoqua aussi nombre d'accidents, mais l'entraînement des pilotes sur le Me 262 et l'usage fréquent de fusées d'assistance au décollage finirent cependant par régler le problème.
La prise du pont Ludendorf à Remagen, sur le Rhin, fut l'occasion du plus gros emploi de l'Arado Ar 234 comme bombardier. Sur l'ordre de Hermann Göring, tous les avions disponibles tentèrent de détruire le pont ; attaquant souvent à basse altitude, ils subirent des pertes sérieuses, en particulier du fait de l'artillerie antiaérienne, sans réussir à toucher l'ouvrage. Le pont s'affaissa de lui-même le 17 mars, mais la tête de pont alliée était alors solide et desservie par un pont de bateaux construit rapidement. Manquant d'essence et de pilotes qualifiés, les Ar 234 continuèrent la lutte, jusqu'à l'écroulement du Troisième Reich. Quelques avions furent modifiés sur le terrain, pour servir comme chasseurs de nuit. Ils emportaient alors un radar FuG 218 « Neptun » à large bande, et une paire de canons MG-151/20 montée en gondole sous l'avion. Le dernier inventaire de la Luftwaffe, le 10 avril 1945, en comptabilisait 38 opérationnels : 12 bombardiers, 24 avions de reconnaissance et 2 chasseurs de nuit. Après la défaite allemande, douze exemplaires furent récupérés par les Anglais, trois par l'USAAF et un par l'US Navy, les forces américaines ayant monté en outre l’opération Lusty pour récupérer des avions allemands. Les Soviétiques, eux, sembleraient ne s'être emparés que d'un unique exemplaire, l'avion ayant principalement servi sur le front de l'Ouest. Un des trois exemplaires de l'USAAF put être testé de façon intensive sur la base de Wright Patterson. Il est apparemment le dernier exemplaire survivant de l'avion, et est conservé au Smithsonian Institution's Air & Space Museum.
Erich Sommer, pilote de reconnaissance chevronné, relate dans ses mémoires (Luftwaffe Eagle, parus en anglais chez Grub street en 2018) ses opérations sur Ar 234, au sein de divers Kommandos de l'OBdL. Il accomplit environ 50 missions opérationnelles de juillet 44 (reconnaissance sur la Normandie depuis Juvincourt, sur un Arado "sans train") à fin avril 45 (reconnaissance en Italie du Nord, depuis une base près d'Udine). Il souligne l'efficacité extraordinaire de l'appareil comme engin de reconnaissance. Il n'a jamais été menacé en vol par un appareil ennemi, sa vitesse lui permettant à chaque fois de s'échapper. La protection contre les attaques au décollage et à l'atterrissage se faisait grâce à un système de liaison radio avec la base, qui signalait toute approche d'intrus.
Concernant les réacteurs, il indique que la durée de vie "normale" était de 20 heures avant démontage et révision générale, soit 2 fois plus que sur le Me 262. Les KG 51 et 76 ont fait la même constatation : le régime plus stable des réacteurs sur un bombardier ou un appareil de reconnaissance avait un effet positif sur la durée de vie. Sommer a même poussé un réacteur jusqu'à 42 heures de service, mais ce dernier a fini par éjecter sa turbine en vol, et Sommer est rentré sur un seul réacteur. Autre détail intéressant : son avion personnel, le T9+EH, était équipé d'un pod de canons Magirusbomb, récupéré à la suite de l'accident fatal d'un Arado version chasse de nuit le 13 novembre 1944. Sommer a fait modifier son avion par les mécanos (installation de la Magirusbomb dans la soute à bombes, inutilisée, et modification du poste de pilotage). Il s'en est servi jusqu'à sa destruction fin avril 45. Il a eu deux fois l'occasion d'utiliser cet armement, mais sans remporter de succès.

## Versions
- Ar 234A0 : 
  - Ar 234V1, Ar 234V2, Ar 234V3 et Ar 234V4 :  Deux turboréacteurs Junkers Jumo 004A, train d'atterrissage à patins ;
  - Ar 234V5 et Ar 234V7 :  Deux turboréacteurs Junkers Jumo 004B, train d'atterrissage à patins ;
  - Ar 234V6 : Quatre BMW 003 en quatre nacelles individuelles, train d'atterrissage à patins ;
  - Ar 234V8 : Quatre BMW 003 en deux nacelles doubles, train d'atterrissage à patins ;
  - Ar 234V9 : Train tricycle classique, deux Jumo 004B, prototype des séries B.

- Ar 234B : Version à train tricycle classique et deux turboréacteurs Junkers Jumo 004B, 210 produits.
- Ar 234C : Version à train tricycle classique et quatre BMW 003 en deux nacelles doubles, 14 produits.
- Ar 234D : Projet d'une version biplace de reconnaissance et de bombardement, avec deux turboréacteurs Heinkel-Hirth HeS 011.
- Ar 234P : Projet d'un chasseur de nuit biplace.
- E.560 : Projet de modèle plus lourd doté d'une aile en flèche.

## Utilisateur
- Reich allemand : Utilisé par la Luftwaffe.